# 中原商店街
中原商店街（なかばるしょうてんがい）は、かつての高度経済成長期である昭和20〜40年代に現在の福岡県北九州市中原3丁目3〜4番地付近に存在した商店街である。
祇園山笠のコースであった旧国道199号線の北側の二つのブロックに挟まれる路地に位置した。全盛期であった昭和30年頃にはアベ洋品店、菊水寿司、本田理容店、英ちゃん堂、奥村酒店、仙水湯（銭湯）など、約30軒以上の店舗が軒を連ねていた。しかし昭和45年頃に中原商店街南側の店舗群が「元気市場（現Life labo.）」として統合された頃から現地の産業構造の変化、住人の高齢化、マンション建設や宅地化なども相まって徐々に衰退した。また仙水湯の煙突がランドマークとなっていたが、廃業に伴い煙突上部は撤去され、現在は本田理容店（営業中）、仙水湯跡、橋本鮮魚店跡などがわずかに当時の面影を残すのみとなっている。

## 付近の交通
- 鉄道
  - JR九州工大前駅
- 西鉄バス
  - 仙水公園前